# Guerres franco-índies
|  | No s'ha de confondre amb Guerra franco-índia. |

Les Guerres franco-índies són el conjunt de conflictes en Amèrica del Nord paral·lels a diverses guerres dinàstiques europees durant l'edat moderna. A Quebec són conegudes normalment com a Guerres Intercolonials. Mentre que només algunes de les guerres van afectar l'Imperi Espanyol i les Províncies Unides, el Regne de la Gran Bretanya, les seves colònies, els nadius americans i el Regne de França i les seves colònies van participar en els quatre conflictes. Aquestes guerres formen part de la Segona Guerra dels Cent Anys entre França i Anglaterra (1688 - 1815). Les colònies franceses i britàniques a Amèrica creixien contínuament, el que provocava problemes pel control dels diferents territoris. Quan els països europeus entraven en guerra les seves colònies també hi participaven, encara que les dates no sempre coincideixen exactament.
Les diferents guerres americanes, amb els seus corresponents europees van ser:
| Anys de guerra | Guerra nord-americana                                           | Guerra europea                                              | Tractat de pau            |
| -------------- | --------------------------------------------------------------- | ----------------------------------------------------------- | ------------------------- |
| 1689 - 1697    | Guerra del rei Guillem Primera Guerra Intercolonial (al Quebec) | Guerra de la Gran Aliança Guerra de la Lliga d'Augsburg     | Tractat de Rijswijk       |
| 1702 - 1713    | Guerra de la Reina Anna Segona Guerra Intercolonial             | Guerra de Successió Espanyola                               | Tractat d'Utrecht         |
| 1744 - 1748    | Guerra del rei Jordi Tercera Guerra Intercolonial               | Guerra de l'orella de Jenkins Guerra de Successió Austríaca | Tractat d'Aquisgrà (1748) |
| 1754 - 1763    | Guerra Franco-Índia Quarta Guerra Intercolonial                 | Guerra dels Set Anys                                        | Tractat de París (1763)   |

Conforme les guerres es succeïen l'avantatge militar va ser decantant-se per li costat anglès. Això es va deure en gran part a que la població anglesa a Amèrica era molt superior a la francesa i, per tant, tenia major capacitat productiva. Els francesos van aconseguir imposar-se en els tres primers conflictes, però en el tercer foren derrotats i expulsats d'Amèrica del Nord.
Irònicament les victòries angleses a Amèrica del Nord van portar a perdre les seves colònies. Un cop lliurats de l'amenaça francesa, les Colònies Americanes no van veure la necessitat de romandre sota el jou anglès, el que va contribuir a la Guerra d'Independència dels Estats Units.
Les tres primeres guerres van seguir el mateix esquema: totes van començar a Europa i es van estendre per Amèrica. Una vegada que la guerra arribava a Amèrica eren els colons els que hi participaven. L'últim conflicte va trencar aquest esquema, ja que va començar a Amèrica del Nord. Nombrosos regulars anglesos es van traslladar a Amèrica i van aconseguir prendre Nova França. La victòria anglesa va suposar la pèrdua de l'imperi colonial francès, reduït a la Guaiana Francesa, Saint-Pierre i Miquelon.